# Silke Wittkopp
Silke Wittkopp (* 25. April 1972 in Hameln) ist eine deutsche Juristin und Richterin am Bundesverwaltungsgericht.

## Leben und Wirken
Nach dem Abschluss ihres Studiums der Rechtswissenschaften wurde Wittkopp 1999 von der Universität Freiburg mit der europaverwaltungsrechtlichen Arbeit Sachverhaltsermittlung im Gemeinschaftsverwaltungsrecht: Eine Untersuchung zu den Einflüssen des europäischen Gemeinschaftsrechts auf die Sachverhaltsermittlung im deutschen Verwaltungsverfahren - zugleich ein Beitrag zur Dogmatik des Gemeinschaftsverwaltungsrechts zur Dr. iur. promoviert. Nach ihrem Zweiten Staatsexamen trat Wittkopp im November 2000 in den Höheren Justizdienst des Landes Nordrhein-Westfalen ein und wurde zunächst am Verwaltungsgericht Köln eingesetzt. Dort wurde sie im November 2003 zur Richterin am Verwaltungsgericht ernannt. Von 2004 bis Dezember 2006 war sie als wissenschaftliche Mitarbeiterin an das Bundesverfassungsgericht und von September 2008 bis Dezember 2010 an das Bundesverwaltungsgericht abgeordnet. Direkt im Anschluss an ihre zweite Abordnung wurde sie zum Januar 2011 zur Richterin am Oberverwaltungsgericht ernannt und dem Oberverwaltungsgericht Münster zugeordnet. Bis Januar 2015 war sie zugleich an den Verfassungsgerichtshof Nordrhein-Westfalen abgeordnet.
Im März 2016 wurde Wittkopp zur Richterin am Bundesverwaltungsgericht gewählt. Sie trat ihre Stellung zum 2. August 2016 an und wurde dem vor allem für das Ausländerrecht, das Asylrecht, das Staatsangehörigkeitsrecht und das Vereinsrecht zuständigen 1. Revisionssenat des Bundesverwaltungsgerichts zugewiesen.